# قشلاق قره دره اسم خان حاج سعداله
قشلاق قره دره اسم خان حاج سعداله یک روستا در ایران است که در استان اردبیل واقع شده‌است. قشلاق قره دره اسم خان حاج سعداله ۴۲ نفر جمعیت دارد.